# 526 Єна
526 Єна (526 Jena) — астероїд головного поясу, відкритий 14 березня 1904 року Максом Вольфом у Гейдельберзі.